# 최길갈
최길갈은 대한민국의 정치인, 유튜버이다.

## 생애
울산 남부 언양군에서 태어났다. 소 키우는 축산업자로 활동하다가 정치 활동을 하기 위해 유튜브 채널을 개설하고 대한애국당에 가입했다. 제7회 전국동시지방선거 기간 동안 경주시 조직위원장을 역임하였고 키우던 소를 4마리 팔고 대출을 받아 3,500만원의 빚을 지면서까지 2018년 6월 13일 경주시장에 출마했으나 낙선하였다. 지방선거가 끝난 후 대한애국당에서 제명되어 출당당했다.

## 역대 선거 결과
| 실시년도 | 선거      | 대수 | 직책 | 선거구      | 정당       | 득표수   | 득표율        | 순위 | 당락 | 비고     |
| -------- | --------- | ---- | ---- | ----------- | ---------- | -------- | ------------- | ---- | ---- | -------- |
| 2018년   | 지방 선거 | 33대 | 시장 | 경북 경주시 | 대한애국당 | 1,559 표 | \| \| 1.1% \| | 6위  | 낙선 | 민선 7기 |
|          | 1.1%      |      |      |             |            |          |               |      |      |          |

## 외부  링크
유튜브 '최길갈'